# تنجه‌های آفریقایی
تنجه‌های آفریقایی (نام علمی: Alopochen) نام یک سرده از زیرخانواده عروس‌مرغابیان است.